# Ripon (Californie)
Pour les articles homonymes, voir Ripon.
La ville de Ripon est située dans le comté de San Joaquin, dans l’État de Californie, aux États-Unis. Sa population s’élevait à 14 297 habitants lors du recensement de 2010, estimée à 15 463 habitants en 2016.

## Démographie
| 1950  | 1960  | 1970  | 1980  | 1990  | 2000   |
| ----- | ----- | ----- | ----- | ----- | ------ |
| 1 550 | 1 894 | 2 679 | 3 509 | 7 455 | 10 146 |

| 2010   | - | - | - | - | - |
| ------ | - | - | - | - | - |
| 14 297 | - | - | - | - | - |